# CF Atlante
Der Club de Fútbol Atlante oder kurz Atlante ist ein mexikanischer Fußballverein aus Mexiko-Stadt.
Unter der Leitung des Vereins befindet sich in North Carolina ein Team mit dem Namen Atlante USA.

## Vereinsgeschichte
Atlante wurde 1916 an der Ecke Valladolid und Sinaloa in Mexiko-Stadt von Trinidad Martínez, Arbeiter und Anführer von einigen Straßenjungs, gegründet. Zunächst nannten sie sich Sinaloa (nach der Straße, an der sie gegründet wurden), dann Lusitania und anschließend U-53 zu Ehren eines deutschen U-Bootes im Ersten Weltkrieg. Schließlich wurde aber der noch heute gültige Name Atlante gewählt, der auf den Atlantik zurückzuführen ist.
Mit dem Erscheinen des CF Atlante in der Hauptstadtliga (Saison 1927/28) wurde ein neues Publikum in die Stadien gezogen. Nun waren die Tribünen bevölkert von Männern, die Arbeitsanzüge, Sandalen und Palmhüte trugen; es war das einfache Volk. „Los Prietitos“ (die Dunkelhäutigen), wie der Chronist Don Facundo sie nannte, formten einen echten Fußballclan, der sich aus der staubigen Ebene der Hauptstadt formte.
Die kulturellen Unterschiede zwischen den Vereinen werden auch durch die unterschiedliche Art belegt, wie sie ihre Erfolge feierten. Während zum Beispiel die Engländer in der Frühzeit des mexikanischen Fußballs bei Feierlichkeiten Whisky bevorzugten, tranken die Azulgranas (die Blau-Scharlachroten) in der Stunde des Triumphes am liebsten ein gut gekühltes Bier.
Die Milieuunterschiede zwischen den bedeutendsten Vereinen der 1930er Jahre aus Mexiko-Stadt werden auch vom Autor Carlos Calderón Cardoso bestens veranschaulicht: „Die Bereiche des Parque España waren perfekt abgegrenzt: auf den sonnigen Plätzen fanden sich die weniger begüterten Schichten – wie die Anhänger von Atlante und Necaxa –, während die schattigen Plätze von den Fans bevölkert wurden, die sich die teureren Tickets leisten konnten, wie die Anhänger von España und Asturias. Die Anhänger von América fanden sich auf beiden Tribünen.“
Weiter schreibt Calderón in demselben Artikel über die Fans von Atlante: „Eine der stimmungsvollsten Fangruppen waren die von Atlante; die Atlantistas schützten sich vor der Sonne mit den typischen Hüten (sombrero de petate). … Große Palmhüte und gewaltige Schlaginstrumente charakterisierten die Hardcore-Szene von Atlante, eine der treuesten Fangruppen in der mexikanischen Fußballszene.“
Dass mit den Atlantistas keineswegs „zu spaßen“ war, belegen die folgenden Zeilen, ebenfalls aus der Feder von Calderón: „Streitigkeiten auf der Tribüne waren selten. Eine der Heftigsten trug sich am 17. Januar 1936 zu; bei einem Spiel zwischen España und Atlante. Carreño, Publikumsliebling bei Atlante, war vom Platz gestellt worden. Das Volk auf der Sonnentribüne begann, Gegenstände auf das Spielfeld zu werfen. Flaschen, Münzen und Steine prasselten auf die Schattentribüne, auf die Spieler von España und sogar auf den Schiedsrichter. Die Begegnung wurde für mehr als eine Stunde unterbrochen. Mehr als 100 Soldaten wurden aufgestellt, um die erhitzten Gemüter zu beruhigen. Schließlich wurde Carreño von der Liga beschuldigt, das Publikum aufgehetzt zu haben. Die Liga erwog sogar eine einjährige Strafe für den Spieler, doch der Druck der Fans war so groß, dass die Strafe schließlich abgewiesen wurde.“
In den 1940er Jahren, als es die Mannschaft von UNAM noch nicht gab, Cruz Azul weder in der Hauptstadt noch in der ersten Liga spielte, América noch nicht die Millionenzuschüsse von Televisa erhielt und die Metropole noch nicht von Millionen Landflüchtigen überflutet war, genoss Atlante die höchsten Sympathiewerte des einfachen Volkes in der Hauptstadt und galt als echter Volksverein. Zu dieser Popularität trugen auch die sportlichen Erfolge – vor allem während der Präsidentschaft von General Núñez – bei, der die Geschicke des Vereins von 1935 bis 1966 lenkte. Später schwand die Popularität des Klubs und es waren fast ausschließlich alteingesessene Einheimische – vorwiegend aus den nördlich und östlich des Stadtzentrums gelegenen Armenvierteln –, die dem ursprünglichen Arbeiterverein die Treue hielten.
Für den enormen Popularitätsverlust der letzten Jahrzehnte gab es zwei Hauptgründe. Zum einen wurde der Verein von einer schwachen Führung systematisch heruntergewirtschaftet. Zum anderen hat Mexiko-Stadt einen enormen Bevölkerungszuwachs von Landflüchtigen verkraften müssen, der die Einwohnerzahl um ein Vielfaches ansteigen ließ. Diese neuen Bewohner tendierten – sofern sie nicht bereits Fan einer anderen Mannschaft, wie z. B. Chivas Guadalajara, waren – stets zu einem der großen drei Vereine der Stadt, so dass dem einst ruhmreichen Club Atlante kein Zuwachs beschieden war.

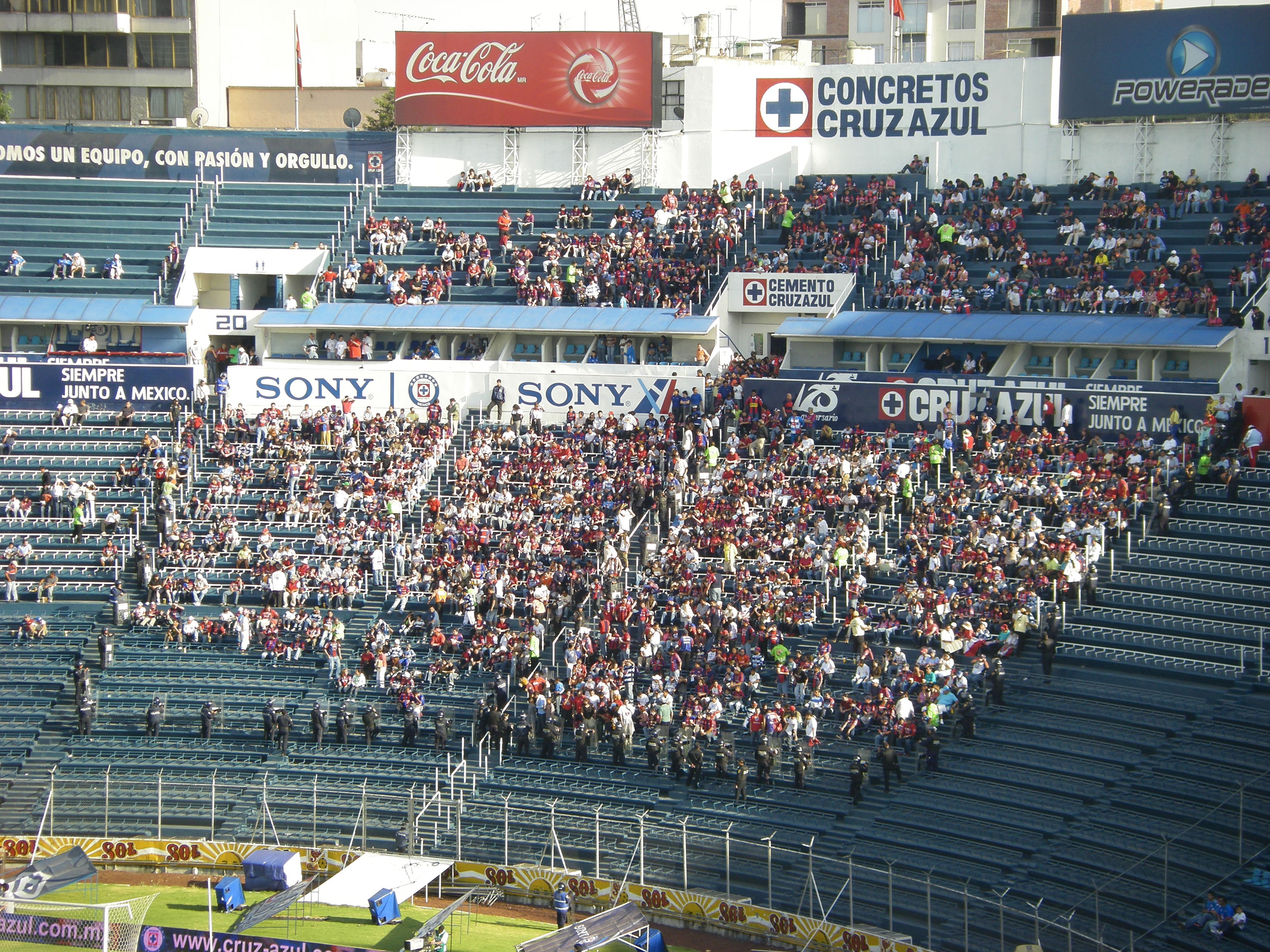
Fans von Atlante im Estadio Azul im Februar 2009 beim Gastspiel gegen den CD Cruz Azul (0:0).

Mit der Absicht, seine verlorene Akzeptanz zurückzugewinnen und seine inzwischen relativ klein gewordene Fanbasis wieder zu vergrößern, nimmt der Verein seit 1989 die Rolle eines Pilgers im mexikanischen Fußball ein. Denn seither war der Verein bereits in vier Städten und ebenso vielen Bundesstaaten beheimatet.
Nachdem es den Verein zunächst für die Saison 1989/90 nach Querétaro im gleichnamigen Bundesstaat verschlagen hatte, wo er von der einheimischen Bevölkerung nie so richtig angenommen wurde und zu allem Überfluss auch noch abstieg, zog es ihn nach Mexiko-Stadt zurück.
Zu Beginn der Saison 2002/03 erfolgte ein erneuter Umzug, diesmal zum östlich der mexikanischen Hauptstadt gelegene Trabantenstadt Nezahualcóyotl im Bundesstaat México, wo der Verein das eigens für die WM 1986 errichtete Estadio de Neza als Heimspielstätte nutzen durfte. Obwohl in dieser rasant wachsenden und äußerst trostlosen Vorstadt – in der inzwischen viele ehemalige Hauptstädter leben, die sich die hohen Mieten in der Metropole nicht mehr leisten können – noch ein Großteil seines eigentlichen Fanpotenzials wohnt, wurde der Verein auch hier nicht glücklich. Denn das Verhältnis zwischen dem Verein und seinem neuen Gastgeber, der Stadt Nezahualcóyotl, war problematisch und wurde mehrfach durch Dispute der beiden Parteien getrübt. Diese waren vermutlich der Auslöser für die Rückkehr nach Mexiko-Stadt während der Clausura 2004. Hatte Atlante das dritte Heimspiel der Rückrunde 2003/04 am 14. Februar 2004 gegen die UNAM Pumas (2:4) noch in Nezahualcóyotl bestritten, fand das nächste Heimspiel elf Tage später gegen Veracruz (3:3) wieder im Aztekenstadion statt, das dem Verein aus früheren Zeiten noch bestens vertraut war.
Sein bisher letzter Wegzug aus der Hauptstadt verschlug den Verein im August 2007 in den mexikanischen Badeort Cancún im Bundesstaat Quintana Roo, wo der Club Atlante bis zur Saison 2019/20 beheimatet war. Im Juni 2020 erfolgte der Rückzug nach Mexiko-Stadt, wo seither das Estadio Azul als Heimspielstätte dient.

## Erfolge

### Amateur-Ära
- Meisterschaft: 2
  - 1931–1932, 1940–1941
- Pokalsieger: 1
  - 1941–1942
- Supercup: 1
  - 1941–1942

### Profi-Ära
- Meisterschaft: 3
  - 1946–1947, 1992–1993, Ape 2007
- Pokalsieger: 2
  - 1950–1951, 1951–1952
- Supercup: 1
  - 1951–1952
- CONCACAF Champions’ Cup: 1
  - 1983
- CONCACAF Champions League: 1
  - 2009

## Die Meistermannschaften
Die Nennung der Spieler aus den beiden Meistermannschaften der Primera Fuerza (1932 und 1941) sowie der ersten Meistermannschaft der Primera División (1947) erfolgt (mit Ausnahme des stets zuerst genannten Torhüters) in alphabetischer Reihenfolge, die der Meistermannschaft von 1992/93 gemäß Reihenfolge bei RSSSF und die der Meistermannschaft von 2007 gemäß Reihenfolge bei terra.com.mx.
- Saison 1931/32: Garfias I. (Torwart?); Manuel Águilar „El Bailarín“, Juan Carreño „El Trompito“, Manuel Galán, Rafael Guirán „La Pipizca“, Paco Islas, Dionisio „Nicho“ Mejía, „La Marrana“ Olivares, „La Nacha“ Olivares, Agustin Pérez „El Compadre“, Fernando Rojas „Patadura“, Felipe Rosas „El Diente“, Manuel Rosas „Chaquetas“, „El Borracho“ Segura.
- Saison 1940/41: Raúl Estrada (Torwart); Benjamín Alonso, Ignacio „Calavera“ Ávila, José „Margarita“ Gutiérrez, Rodolfo Hidalgo, José Antonio Hütt, Carlos Laviada, Alberto „Caballo“ Mendoza, Antonio „Peluche“ Ramos, Martí Ventolrà, Leonardo „Chanclas“ Zamudio. Trainer: Luis Grocz.
- Saison 1946/47: Federico Villavicencio (Torwart); Salvador Arizméndi, Horacio Casarín, José “Margarita” Gutiérrez, Alberto Medina, Rafael Meza, Mateo Nicolau, Antonio “Peluche” Ramos, Roberto Scarone, Miguel Ángel Segura, Martí Ventolrà. Zum Meisterkader 1946/47 gehörte ferner der spanische Torhüter Gregorio Blasco.[12] Trainer: Luis Grocz.
- Saison 1992/93: Félix Fernández, Alan Cruz (Tor) – José Guadalupe Cruz, Wilson Edelber Graniolatti, Miguel Herrera, Tomás Cruz, Ricardo Camacho, Pablo Javier Robles, Víctor Manuel Cossio, Mauricio González, Raúl Arredondo – Pedro Fernando Massacessi, Guillermo Cantú, César Suárez, Manuel Negrete, Roberto Andrade, René Isidoro García, Claudio Daniel Brizuela, Gaspar Cisneros, Norberto Anzorena, José Eduardo Paves, José Luis Navarrete – Mario García Covalles, Luis Miguel Salvador, Daniel Guzmán, Jorge Salas, Raúl Gutiérrez, Daniel Licona, Salvador Patiño, Sergio Nelson González. Trainer: Ricardo La Volpe.[13]
- Apertura 2007: Federico Vilar – Javier David Muñoz, Alan Miguel Zamora, Daniel Alcantár, Fernando López, Clemente Ovalle, Mario Alberto Hernández, Gerardo Omar Castillo, Arturo Muñoz – José Joel González, Alain N’Kong, Christian Bermúdez, Gabriel Pereyra, Andrés Carevic, David Toledo, Fernando Herrera – Giancarlo Maldonado, José Daniel Guerrero, José María Cárdenas, Edwin Borboa, José Omar Cervantes. Trainer: José Guadalupe Cruz.[13]

## Trainer
- Javier Aguirre (1995–1996)

## Spieler
- Rubén Ayala (1980–1984)
- Grzegorz Lato (1982–1984)
- Javier Aguirre (1984–1986)
- Hugo Sánchez (1994–1995)
- Miodrag Belodedici (1996–1998)
- Ilie Dumitrescu (1997–1998)
- Sebastián González (2002–2005)
- Esteban Paredes (2012–2013)

## Prominente Fans
Zu den bekannten Fans der Atlantistas zählen unter anderem:
- Esteban Arce, Fernseh- und Radiomoderator
- Félix Fernández, Fußballspieler und Fernsehkommentator
- Heriberto Murrieta, Moderator
- Raúl Orvañanos, Fußballspieler und Sportkommentator
- Toño de Valdés, Fernsehmoderator und Sportchronist